# Кардамон настоящий
Кардамо́н настоя́щий (лат. Elettária cardamómum) — растение; типовой вид рода Элетария. Известен также под названиями эла, элачи, малабарский кардамон или просто кардамон. Иногда называется зелёным кардамоном для отличия от чёрного кардамона.

## Распространение и среда обитания
Родина — Южная Индия. В Европе кардамон стал известен после посещения европейцами Малабарского берега, поэтому одно из названий вида — малабарский кардамон.
Интродуцирован и выращивается на Реюньоне, в Индокитае и Центральной Америке.

## Ботаническое описание
Кардамон настоящий — многолетнее травянистое растение с ярко выраженным запахом, высотой до 2—4 м.
Листья широколанцетные, до 60 см длиной и 8 см шириной.
Цветки неправильные, от белых до сиреневых или светло-фиолетовых, собраны в кисти на необлиственных цветоносных побегах. Околоцветник простой, чашечка трубчатая трёхлопастная, венчик светло-зелёный, одна тычинка фертильна, две другие лепестковидные, прирощенные к губе.
Плод — жёлто-зелёная трёхгнёздная коробочка до 2 см длиной. Семена чёрного или коричневого цвета, ароматные, содержат эфирные масла.

## Хозяйственное значение и применение
В медицине применяют плоды, семена которых содержат эфирное масло, богатое лимоненом, терпинеолом, борнеолом и цинеолом.
Всемирную известность растение получило из-за приправы кардамон, одной из самых дорогих в мире. Существуют и иные виды приправ, называемые кардамоном, изготовляемые из амомума и афрамомума (также из семейства Имбирные).

## Галерея

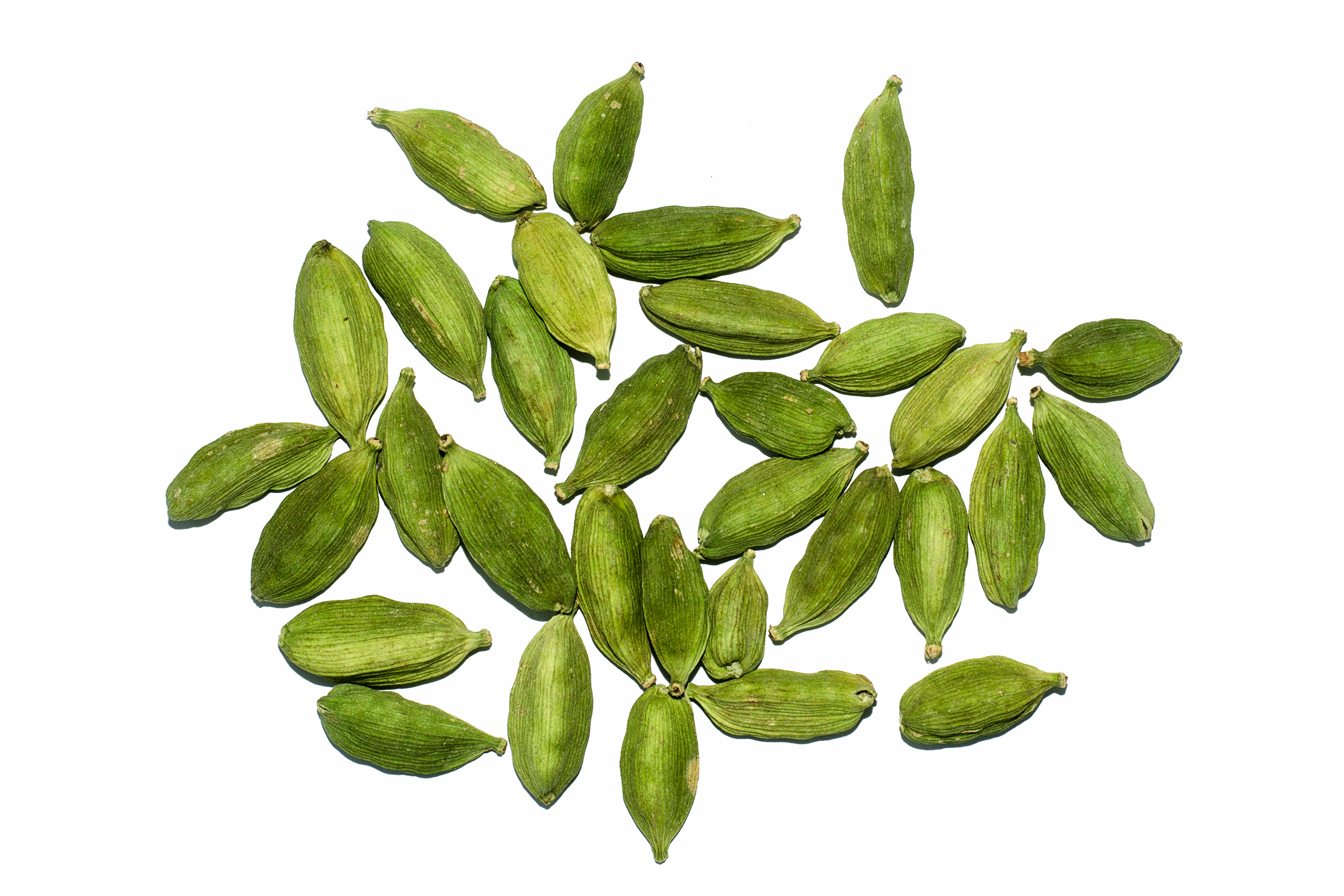
Плоды кардамона настоящего
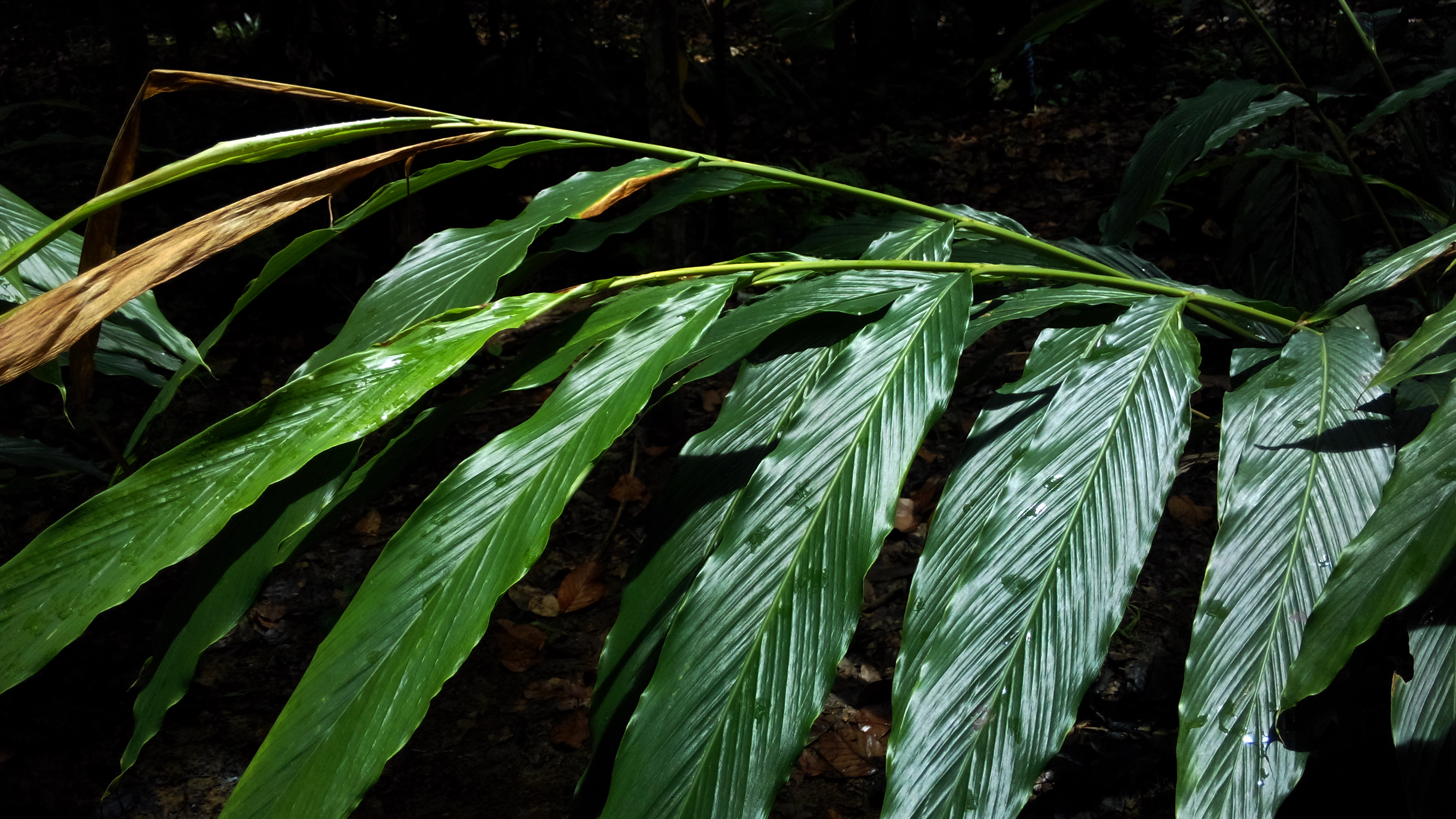
Листья кардамона настоящего
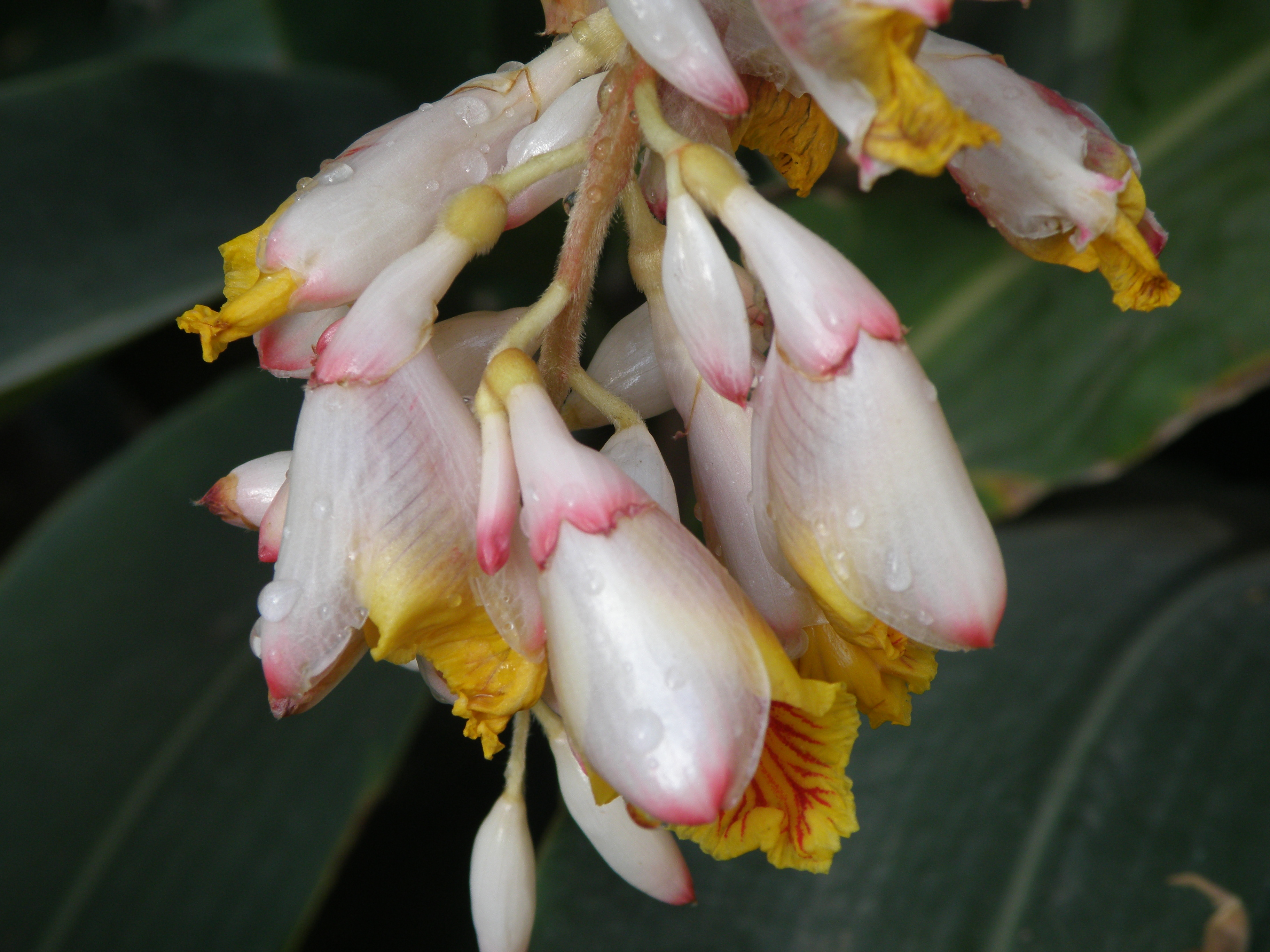
Цветки кардамона настоящего
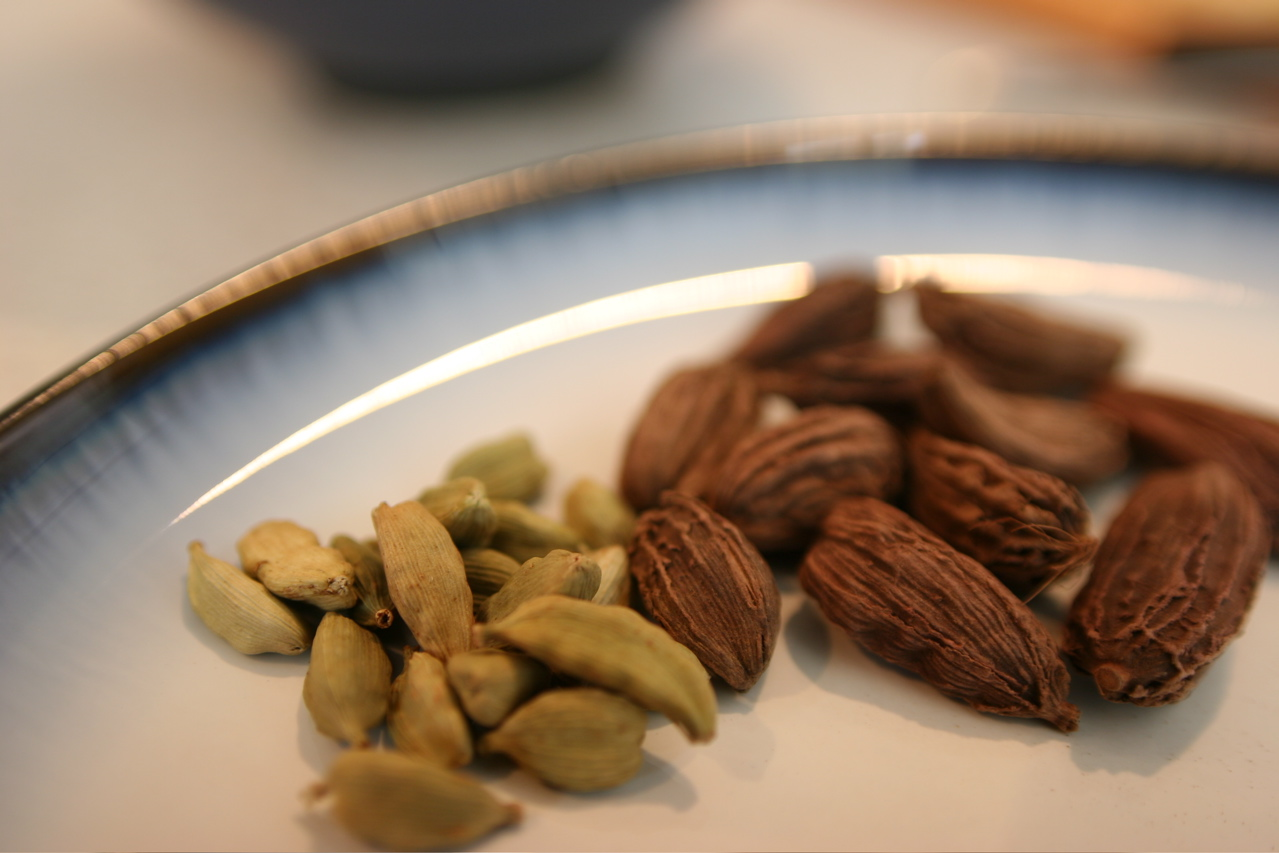
Сравнение настоящего (зелёного) и чёрного кардамона